# Simon Eibuschitz
Simon Eibuschitz (russisch Семён Эйбушиц; * 24. Juni 1851 im Österreichischen Kaiserreich; † 4. Julijul. / 16. Juli 1898greg. in Moskau) war ein österreichisch-russischer Moskauer Architekt.

## Leben
Der Österreicher ursprünglich jüdischen, dann evangelisch-lutherischen Bekenntnisses Eibuschitz studierte an der Moskauer Hochschule für Malerei, Bildhauerei und Architektur mit Abschluss 1877 als nichtklassifizierter Künstler der Architektur. Er arbeitete dann zunächst als Assistent des Architekten Alexander Stepanowitsch Kaminski. Von 1879 bis 1882 und dann ab 1887 überwachte er ehrenamtlich für das Bettelei-Komitee den Bau und die Unterhaltung eines Arbeitshauses. 1882 erhielt er die russische Staatsbürgerschaft. Seine erste eigene Arbeit war 1879 das Mietshaus am Twerskoi Bulwar 17. Viele weitere Mietshäuser folgten in den verschiedenen Teilen Moskaus. 1884 baute er die M. S. Goldenweiser-Villa am Granatny Pereulok 3.
1885 baute Eibuschitz die Moskauer Landbank und 1886 zusammen mit Kaminski das Schachowskoi-Haupthaus mit Seitenflügeln (Mochowaja Uliza 12). 1887 begann er den Bau der Moskauer Choral-Synagoge, der 1888 unterbrochen wurde (und erst nach der Russischen Revolution 1905 fertiggestellt wurde). Gleichzeitig baute er die Postnikow-Passage (Twerskaja Uliza 5/6). 1889 entstand das prächtige Mietshaus an der Kremljowskaja Nabereschnaja 1/2. 1890 war er der Architekt der Maria-Frauenschule. Anfang der 1890er Jahre war er bei vermögenden Auftraggebern sehr gefragt und bestens bezahlt. 1890–1893 war Lew Nikolajewitsch Kekuschew sein Assistent. 1895–1898 baute Eibuschitz die Moskauer Internationale Handelsbank an der Uliza Kusnezki Most.
Das Eibuschitz-Grabmal auf dem Moskauer Wwedenskoje-Friedhof ist ein anerkanntes Kulturdenkmal.

## Werke

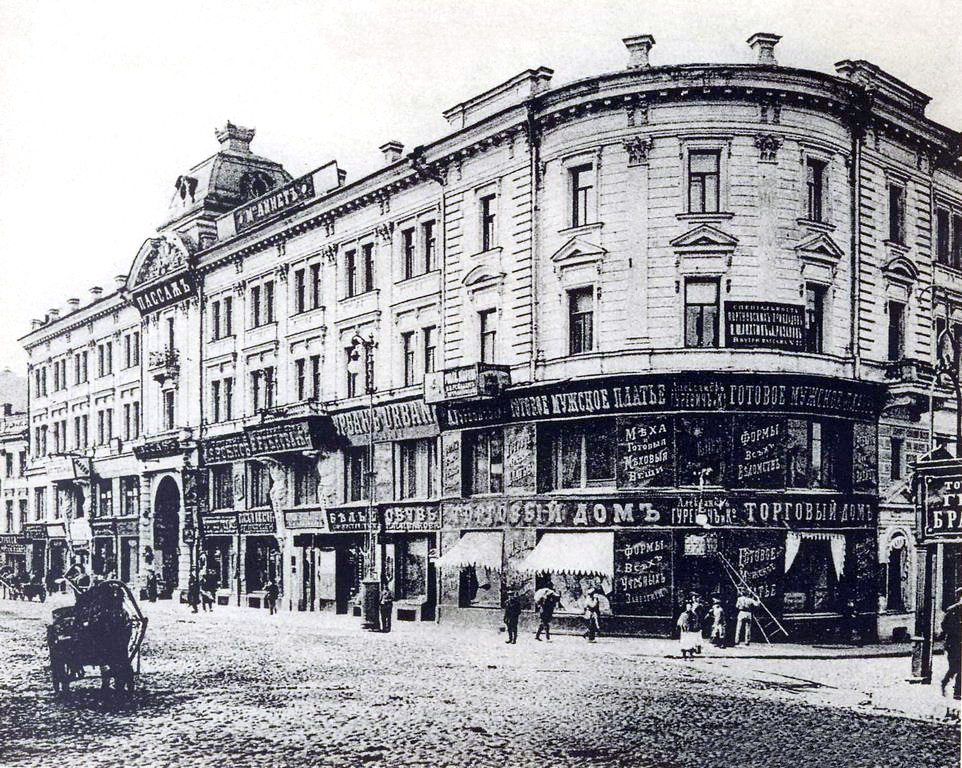
Postnikow-Passage, Twerskaja Uliza 5/6, Moskau
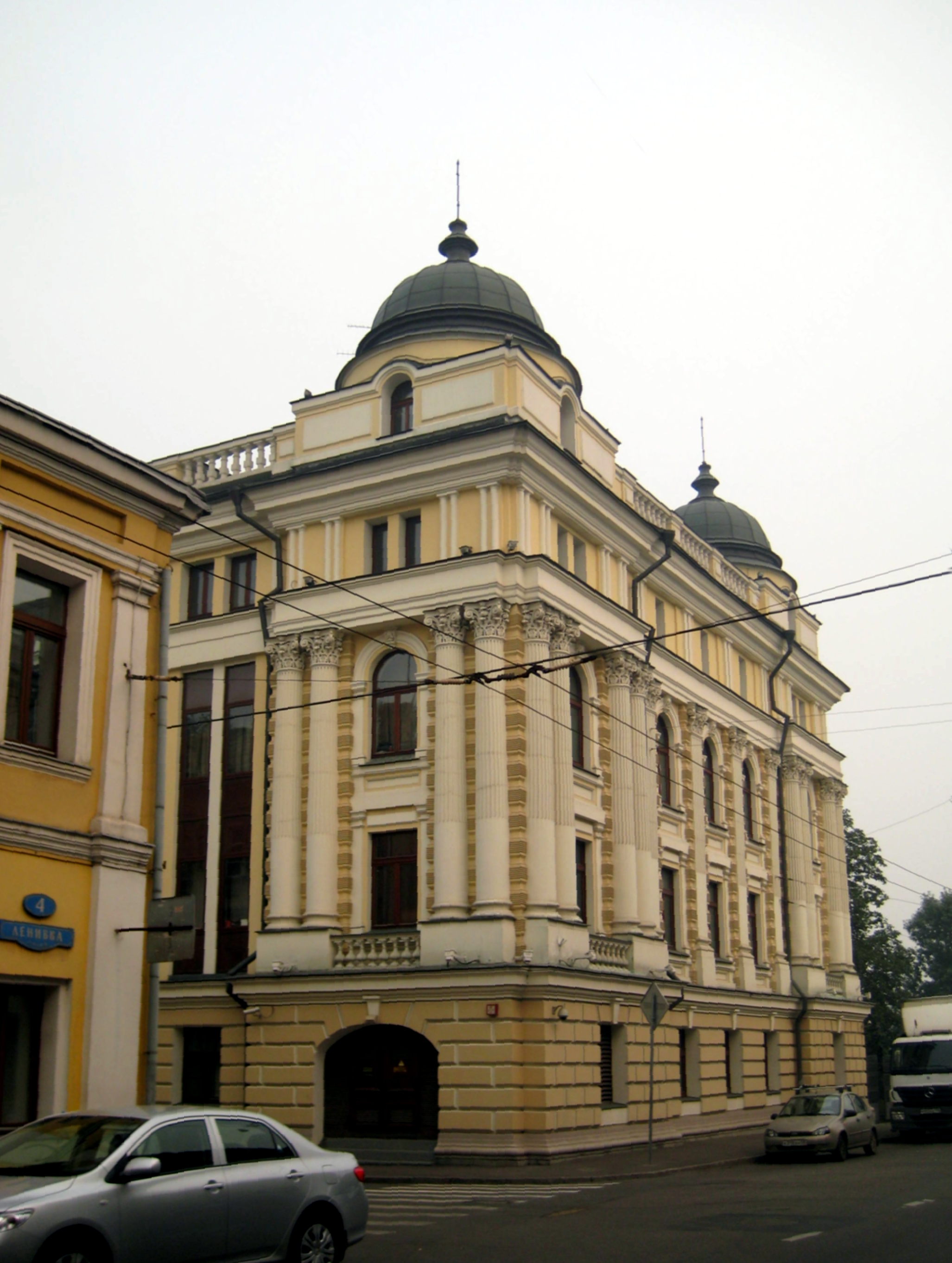
Mietshaus, Kremljowskaja Nabereschnaja 1/2, Moskau
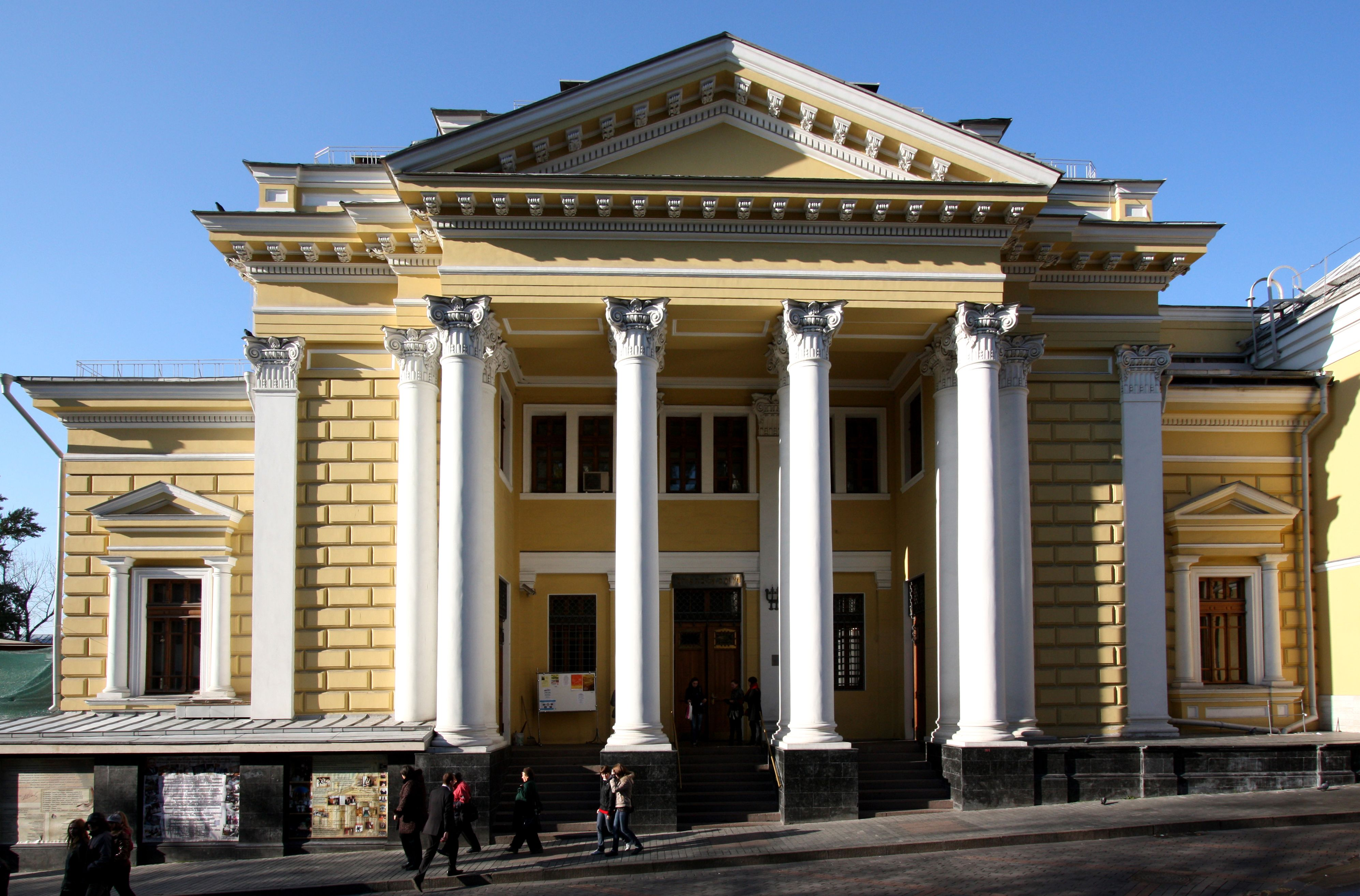
Moskauer Choral-Synagoge
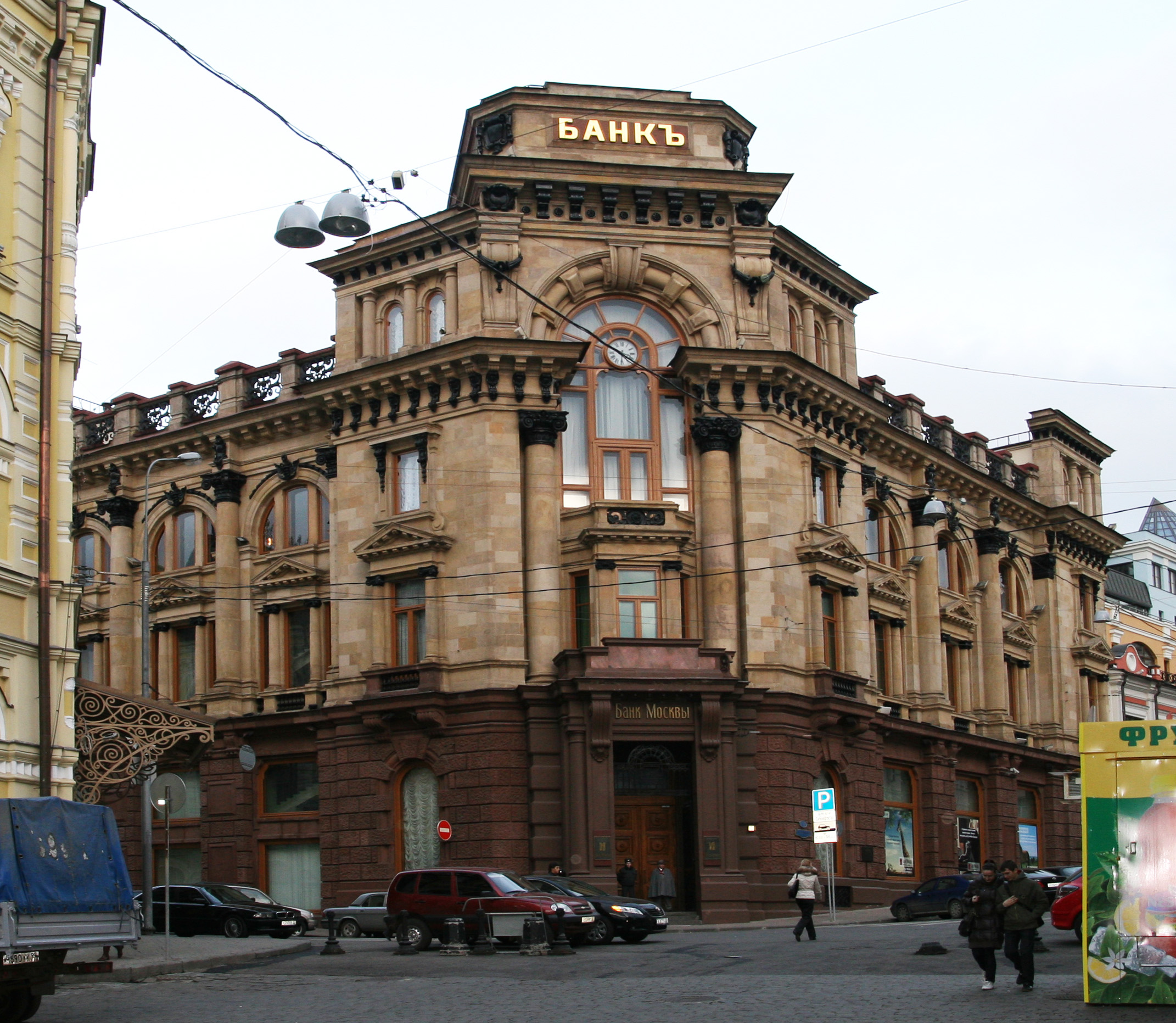
Moskauer Internationale Handelsbank, Uliza Kusnezki Most 15/8, Moskau